# ألفة الآخرين

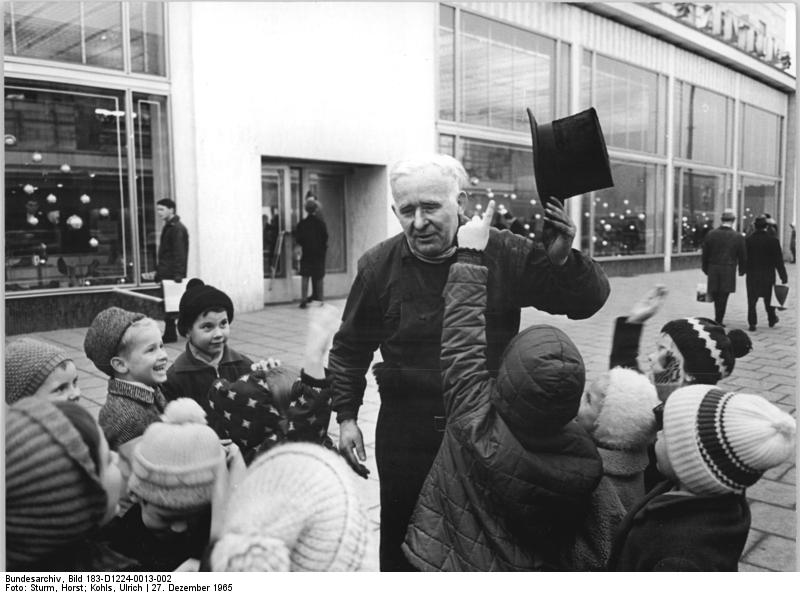
مسن وأطفال، برلين، 1965

ألفة الآخرين أو الألوفيليا (بالإنجليزية: Allophilia)‏ هي موقف إيجابي تجاه مجموعة لا ينتمي المرء إليها، والمصطلح مشتق من اليونانية وتعني «حب الآخر».
يمكن الإحساس بألفة الآخرين تجاه أعضاء عرق أو جنس أو نوع أو جنس أو ميول جنسية أو ديانة أو عجز أو طبقة أو مكان عمل مختلف.
تنطوي عملية ألفة الآخرين على خمسة عوامل إحصائية:
1. القرابة
2. المشاركة
3. العاطفة
4. الراحة
5. الحماس.

ويقيس مقياس ألفة الآخرين كل عامل من هذه العوامل.
والعلاج النموذجي للتحيز هو جعل الجماعات المتصارعة تتحلى بالتسامح. ومع ذلك، فالتسامح لا يُعتبر النقيض المنطقي للتحيز وإنما نقطة وسط بين المشاعر السلبية والمشاعر الإيجابية تجاه الآخرين. وتعزيز الألفة تجاه الآخرين يجب أن يكون بمثابة عامل مكمل للحد من التحيز.
في إحدى الدراسات، تبين أن سيمهيدونيا (الشعور بالفرح التعاطفي) ترتبط بشكل أكبر بألفة الآخرين في حين أن التعاطف (الشعور بالحزن التعاطفي) تبين أنه أكثر ارتباطًا بالتحيز.